# Benjamin Lobo Vedel
Benjamin Lobo Vedel (ur. 23 września 1997 w Aalborgu) – duński lekkoatleta  specjalizujący się w biegach sprinterskich.
Srebrny medalista olimpijskiego festiwalu młodzieży Europy (2013). W 2014, dzięki wygranej w europejskich kwalifikacjach, wystąpił na igrzyskach olimpijskich młodzieży, podczas których zajął 5. miejsce na dystansie 400 metrów. Rok później został juniorskim mistrzem Europy na tym dystansie. Uczestnik halowych mistrzostw Europy w Belgradzie, gdzie w biegu na 400 metrów zajął czwarte miejsce. Brązowy medalista młodzieżowego czempionatu Europy w Bydgoszczy (2017).
Medalista mistrzostw Danii oraz reprezentant kraju w meczach międzypaństwowych. 

## Osiągnięcia
| Rok  | Impreza                                               | Miejsce      | Konkurencja   | Lokata     | Wynik   |
| ---- | ----------------------------------------------------- | ------------ | ------------- | ---------- | ------- |
| 2013 | Olimpijski festiwal młodzieży Europy                  | Utrecht      | bieg na 400 m | 2. miejsce | 48,37   |
| 2014 | Kwalifikacje Europy do igrzysk olimpijskich młodzieży | Baku         | bieg na 400 m | 1. miejsce | 47,44   |
| 2014 | Mistrzostwa świata juniorów                           | Eugene       | bieg na 400 m | eliminacje | 48,13   |
| 2014 | Igrzyska olimpijskie młodzieży                        | Nankin       | bieg na 400 m | 5. miejsce | 47,29   |
| 2015 | Mistrzostwa Europy juniorów                           | Eskilstuna   | bieg na 400 m | 1. miejsce | 46,48   |
| 2017 | Halowe mistrzostwa Europy                             | Belgrad      | bieg na 400 m | 4. miejsce | 46,33   |
| 2017 | Młodzieżowe mistrzostwa Europy                        | Bydgoszcz    | bieg na 400 m | 3. miejsce | 46,08   |
| 2019 | Młodzieżowe mistrzostwa Europy                        | Gävle        | bieg na 400 m | półfinał   | 47,17   |
| 2021 | II liga drużynowych mistrzostw Europy                 | Stara Zagora | bieg na 800 m | 3. miejsce | 1:49,72 |
| 2022 | Halowe mistrzostwa świata                             | Belgrad      | bieg na 400 m | 4. miejsce | 45,67   |
| 2022 | Mistrzostwa świata                                    | Eugene       | bieg na 400 m | eliminacje | 46,27   |
| 2022 | Mistrzostwa Europy                                    | Monachium    | bieg na 400 m | półfinał   | DNS     |

## Rekordy życiowe
- Bieg na 200 metrów (stadion) – 20,64 (2022)
- Bieg na 200 metrów (hala) – 20,97 (2019) rekord Danii
- Bieg na 400 metrów (stadion) – 45,50 (2022) były rekord Danii
- Bieg na 400 metrów (hala) – 45,67 (2022) rekord Danii